# The Eyes of the Totem
The Eyes of the Totem is een Amerikaanse dramafilm uit 1927 onder regie van W.S. Van Dyke.

## Verhaal
Mariam Hardy woont samen met haar man Jim en hun dochtertje Betty in een blokhut in Alaska. Daar is haar man dag en nacht op zoek naar goud. Mariam hunkert naar een normaal leven in de beschaafde wereld. Op een dag vertelt haar man dat hij zijn mijnconsessie heeft verkocht. Ze gaan aan boord van een stoomschip naar Tacoma. Daar wordt Jim bestolen en vermoord door een geheimzinnige vreemdeling. Mariam blijft alleen achter met haar dochter en ze moet gaan bedelen. Na verloop van tijd wordt ze een eerzaam burger, maar ze blijft altijd op zoek naar de moordenaar van haar man.

## Rolverdeling
| Acteur            | Personage      |
| ----------------- | -------------- |
| Wanda Hawley      | Mariam Hardy   |
| Tom Santschi      | Philip La Rue  |
| Anne Cornwall     | Betty Hardy    |
| Gareth Hughes     | Bruce Huston   |
| Bert Woodruff     | Toby           |
| Monte Wax         | Jim Hardy      |
| Violet Palmer     | Stella Haynes  |
| Mary Louise Jones | Mevrouw Huston |
| Dorothy Llewellyn | Peggy Huston   |
| Nell Barry Taylor | Bessie Snyder  |
| Peggy Ann Sessoms | Baby Sessoms   |